# Эскадренные миноносцы типа «Викс»
Эскадренные миноносцы типа «Викс» — тип эскадренных миноносцев массовой постройки, вступивших в состав американского флота в период Первой мировой войны. Тип также известен как «мобилизационный». В период Второй мировой войны эскадренные миноносцы этого типа передавались США по ленд-лизу флотам Великобритании и СССР.

## История проектирования
Первая мировая война предъявила совершенно новые требования к проекту американского эскадренного миноносца, выявив потребность в очень большом количестве кораблей данного класса. Проблема состояла в необходимости выбора: или флот должен был продолжать строить корабли по довоенным проектам, или же выбрать вместо них специализированный вариант для массового производства, так называемый «мобилизационный тип»… В 1917 году существующий проект предназначался прежде всего для действий в составе флота, нежели для противолодочной борьбы (которая, кстати, фактически и побудила расширение строительства), и сохранялся в производстве как таковой, так как любое радикальное изменение проекта вызвало бы значительное сокращение строительства кораблей.
За основу при массовом строительстве гладкопалубников был взят проект 1916 года — эсминцы типа «Колдуэлл». В отличие от прототипа эсминцы типа «Викс» имели повышенную на 5 узлов скорость хода, позволявшую им действовать в тактических группах с линейными крейсерами типа «Лексингтон» и крейсерами-разведчиками типа «Омаха». Высокая 35-узловая скорость была достигнута проектировщиками без особых проблем. Для её достижения потребовалось увеличить мощность ГЭУ вдвое, вследствие чего водоизмещение увеличилось на 90-100 т. Кроме увеличения водоизмещения конструкторы пошли на изменение обводов корпуса: гребные валы стали устанавливать параллельно основной плоскости, надводный борт на миделе был определён в соответствии с требованием прочности корпуса корабля. Значительная прочность корпуса прототипа (эсминцев типа «Колдуэлл») позволяла устанавливать на новых эсминцах более тяжёлые машины.

## История строительства
По закону 1916 года следовало начать строительство 50 эскадренных миноносцев типа «Викс» (DD-75 — DD-124), из них двадцать должны были строиться по программе 1917 года (DD-75 — DD-94). Четыре корабля из двадцати кораблей программы 1917 года следовало построить на судоверфях тихоокеанского побережья, при этом оговаривалось что постройка не должна вызвать рост их стоимости. Пятнадцать следующих эскадренных миноносцев (DD-95 — DD-109) были заказаны в рамках Закона от 3 марта 1917 года. Этот же закон предусматривал создание Военно-Морского Чрезвычайного Фонда «Для дополнительного строительства эсминцев по личному указу Президента». К концу мая 1917 года были заключены контракты на строительство ещё 26 кораблей типа «Викс» (DD-110 — DD-135). Общее количество заказанных эскадренных миноносцев типа «Викс» достигло 61 единицы.
Когда к американцам поступили данные союзной разведки, согласно которым в Германии стали строиться подводные крейсера водоизмещением 2400 т, способные совершать океанские переходы и действовать у берегов США, Генеральный Совет рекомендовал в кратчайшие сроки увеличить массовое производство эскадренных миноносцев как достаточно эффективных кораблей противолодочной обороны. Одновременно флоту потребовались новые корабли с повышенной скоростью хода. Решением Специального совета по противолодочной обороне была предложена программа строительства 200 новых кораблей класс «эскадренный миноносец» (DD-136 — DD-335), 50 из которых должны были строиться по типу «Викс». Таким образом, программа строительства кораблей этого типа была ограничена 111 единицами.
В апреле 1917 года морской министр США подверг сомнению возможности частных фирм — строителей эскадренных миноносцев («Бат Айрон Уоркс», «Уильям Крамп энд сан», «Нью-Йорк Шипбилдинг», «Ньюпорт-Ньюс Шипбилдинг» и двух верфей «Бетлхем Стил») выполнить заказ флота после DD-109. Уверенности в сдаче кораблей в срок не было и у руководства частных верфей, так как помимо строительства эсминцев они работали и над другими заказами флота. По решению морского министерства почти все контракты на «капитальные» корабли и крейсера были заморожены в пользу постройки эскадренных миноносцев.
Первый заказ на эскадренные миноносцы DD-75 — DD-109 был размещён на судоверфях «Бат Айрон Уоркс» (DD-75 — DD-78), «Бетлхем Стил» в Куинси и Сан-Франциско (DD-79 — DD-92, DD-95 — DD-109) и верфи ВМФ в Мери-Айленде (DD-93, DD-94). Следующий заказ был распределён между шестью верфями: повторные контракты получили «Юнион Айрон Уоркс» (DD-110 — DD-112) и «Бат Айрон Уоркс» (DD-131 — DD-134); впервые получили заказы верфи «Уильям Крамп энд сан» (DD-113 — DD-118), «Ньюпорт-Ньюс Шипбилдинг» (DD-119 — DD-124) и «Нью-Йорк Шипбилдинг» (DD-125 — DD-130), Чарльстонская верфь ВМФ получила контракт на строительство DD-135.
До ноября 1918 года в строй были введены только 39 кораблей.

## Служба
Испытания первых вступивших в строй эсминцев в некоторой степени обескураживающи: и «прототипы», и последовавшие за ними серийные «гладкопалубники» были более «мокрыми», по сравнению с предшественниками, килевая качка даже возросла из-за более узких обводов оконечностей.
В 1920-х и первой половине 1930-х годов «гладкопалубники» были основой легких сил флота США. К середине 1930-х годов зсминцы этого типа начали сдавать на слом. До начала Второй мировой войны американцы отправили на слом или потопили как мишени 32 эсминцы типа «Викс». Кроме того, девять эсминцев погибли в начале 1920-х годов от столкновений и посадок на камни.
В сентябре 1940 года 50 «гладкопалубников» переданы Великобритании в обмен на 99-летнюю аренду морских и авиационных баз в Западном полушарии (три «прототипа»: DD-70, 72 и 73; 27 типа «Викс»: DD-75, 76, 78, 81, 88, 89, 93, 108, 127, 131 −135, 140, 143, 162, 167—170, 175 и 181—185 и 20 типа «Клемсон»: DD-190, 191, 193—195, 197, 198, 252—254, 256—258, 263—265, 268, 269, 273 и 274).
Переданные в Великобританию эсминцы переименованы в честь британских и американских городов, отсюда возникло принятое в Британии наименование этого типа «Таун». Модернизация бывших американских эсминцев повторяла модернизацию, которой подверглись в 1940 году старые британские эсминцы постройки Первой мировой войны — ставили гидроакустическую станцию британского производства, кормовую 102-мм пушку заменяли на британскую 76-мм зенитную пушку, а американскую 76-мм и два торпедных аппарата демонтировали. Устанавливали 4 бомбомёта (в редких случаях 2 — на «Niagara», «Reading» и «Ramsey»).
На дату вступления во Вторую мировую войну во флоте США 119 «гладкопалубников» — 72 ЭМ (33 типа «Викс» и 39 типа «Клемсон»), 8 быстроходных минных заградителей (4 типа «Викс» и 4 типа «Клемсон»), 18 быстроходных тральщиков (9 типа «Викс» и 9 типа «Клемсон»), 14 плавучих баз гидроавиации (14 типа «Клемсон»"), 6 быстроходных десантных транспортов (5 типа «Викс» и 1 «прототип») и 1 опытовый корабль (типа «Клемсон»).

### В ВМФ СССР
Из Британии 9 эсминцев (7 типа «Викс»: DD-93 «Фэйрфакс», до 10.04.1944 «Ричмонд»; DD-127 «Твиггс», до 10.04.1944 «Лимингтон»; DD-134 «Крауниншилд», до 10.04.1944 «Челси»; DD-143 «Ярнелл», до 5.10.1944 «Линкольн»; DD-167 «Кауэлл», до 10.04.1944 «Брайтон»; DD-168 «Мэддокс», до 10.04.1944 «Джорджтаун»; DD-169 «Фут», до 10.04.1944 «Роксборо») и 2 типа «Клемсон»: DD-182 «Томас», до 10.04.1944 «Сент-Олбенс»; DD-198 «Херндон», до 10.04.1944 «Черчилль») переданы СССР (соответственно «Живучий», «Жгучий», «Дерзкий», «Дружный», «Жаркий», «Жесткий», «Доблестный», «Достойный» и «Деятельный») в пользование в счет репараций от Италии и 24-26 августа 1944 года вошли в Северный флот. Их использовали в основном для охранения конвоев. Их характеристики: водоизмещение полное 1552 т, стандартное 1185 т. Размеры — длина 95,6 м, ширина 9,42 м, осадка 3,6 м; силовая установка турбинная двухвальная с тремя котлами (один снят), 26 000 л. с.; Скорость 27 узлов полная и 14 — экономическая, дальность 1800 миль; Вооружение: 1 х 102-мм, 1 х 76-мм , 4 х 1 20-мм «Эрликон», 2 х 12,7 мм пулемета Кольта-Браунинга, 1 х 3 533-мм торпедный аппарат, 4 бомбомёта, 1 реактивный бомбомёт «Хеджхог», 60 глубинных бомб; РЛС обнаружения воздушных целей типа 291 , РЛС обнаружения надводных целей типа 271 , гидроакустическая станция типа 127  «Суорд»; экипаж 141 человек.